# NGC 521
NGC 521, đôi khi còn được gọi là PGC 5190 hoặc UGC 962, là một thiên hà xoắn ốc nằm cách Hệ Mặt Trời khoảng 224 triệu năm ánh sáng trong chòm sao Cetus. Nó được phát hiện vào ngày 8 tháng 10 năm 1785 bởi nhà thiên văn học William Herschel.